# Lista de concorrentes e vencedores do Candango de Melhor Longa-Metragem
Esta lista reúne todos os filmes concorrentes e vencedores na categoria Melhor Longa-Metragem do Festival de Brasília

## Anos 10
- 45ª Edição (2012) - Ficção
  -  Eles Voltam, de Marcelo Lordello
  -  Era uma vez eu, Verônica, de Marcelo Gomes
  -  A Memória Que Me Contam, de Lúcia Murat
  -  Boa Sorte, Meu Amor, de Daniel Aragão
  -  Esse Amor Que Nos Consome, de Allan Ribeiro
  -  Noites de Reis, de Vinicius Reis

- 45ª Edição (2012) - Documentário
  -  Otto, de Cao Guimarães
  -  Doméstica, de Gabriel Mascaro
  -  Elena, de Petra Costa
  -  Kátia, de Karla Holanda
  -  Olho Nu, de Joel Pizzini
  -  Um Filme para Dirceu, de Ana Johann

## Anos 00
- 41ª Edição (2008)
  - FilmeFobia, de Kiko Goifman
  - À Margem do Lixo, de Evaldo Mocarzel
  - Nós Guarani, de André Luís da Cunha
  - O Milagre de Santa Luzia, de Sergio Roizenblit
  - Siri-Ará, de Rosemberg Cariry
  - Tudo Isso Me Parece um Sonho, de Geraldo Sarno

- 40ª Edição (2007)
  -  Cleópatra, de Júlio Bressane
  -  Anabasys, de Paloma Rocha e Joel Pizzini
  -  Falsa Loura, de Carlos Reichenbach
  -  Chega de Saudade, de Laís Bodanzky
  -  Meu Mundo em Perigo, de José Eduardo Belmonte
  -  Amigos de Risco, de Daniel Bandeira

Prêmio do Público:  Chega de Saudade, de Laís Bodanzky
- 39ª Edição (2006)
  -  Baixio das Bestas, de Cláudio Assis
  -  Batismo de Sangue, de Helvécio Ratton
  -  Querô, de Carlos Cortez
  -  O Engenho de Zé Lins, de Vladimir Carvalho
  -  Encontro com Milton Santos, de Sílvio Tendler
  -  Jardim Ângela, de Evaldo Mocarzel

Prêmio do Público:  Encontro com Milton Santos, de Sílvio Tendler
- 38ª Edição (2005)
  -  Eu me Lembro, de Edgard Navarro
  -  A Concepção, de José Eduardo Belmonte
  -  Veneno da Madrugada, de Ruy Guerra
  -  Depois Daquele Baile, de Roberto Bomtempo
  -  Incuráveis, de Gustavo Acioly
  -  À Margem do Concreto, de Evaldo Mocarzel

Prêmio do Público: À Margem do Concreto, de Evaldo Mocarzel
- 37ª Edição (2004)
  -  Peões, de Eduardo Coutinho
  -  Cabra-cega, de Toni Venturini
  -  500 Almas, de Joel Pizzini
  -  Cascalho, de Tuna Espinheira
  -  Bendito Fruto, de Sérgio Goldenberg
  -  Diabo a Quatro, de Alice Andrade

Prêmio do Público:  Cabra-cega, de Toni Venturini
- 36ª Edição (2003)
  -  Filme de Amor, de Julio Bressane
  -  O Signo do Caos, de Rogério Sganzerla
  -  Garotas do ABC, de Carlos Reichbach
  -  Glauber, Labirinto do Brasil, de Silvio Tendler
  -  Lost Zewig, de Sylvo Back

Prêmio do Público:  Glauber, Labirinto do Brasil, de Silvio Tendler
- 35ª Edição (2002)
  -  Amarelo Manga, de Cláudio Assis
  -  Desmundo, de Alain Fresnot
  -  Cama de Gato, de Alexandre Stockler
  -  Dois Perdidos numa Noite Suja, de José Joffily
  -  Lua Cambará, de Rosemberg Cariry

Prêmio do Público:  Amarelo Manga, de Cláudio Assis
- 34ª Edição (2001)
  -  Lavoura Arcaica, de Luiz Fernando Carvalho
  -  Samba Riachão, de Jorge Alfredo
  -  O Invasor, de Beto Brant
  -  Uma Vida em Segredo, de Suzana Amaral
  -  Dias de Nietszche em Turim, de Julio Bressane

- 33ª Edição (2000)
  -  Bicho de Sete Cabeças, de Laís Bodanzky
  -  Brava Gente Brasileira, de Lúcia Murat
  -  Tônica Dominante, de Lina Chamiel
  -  Minha Vida em Suas Mãos, de José Antônio Garcia
  -  Latitude Zero, de Toni Venturi